# 埼玉大学教育学部附属特別支援学校
埼玉大学教育学部附属特別支援学校（さいたまだいがくきょういくがくぶふぞくとくべつしえんがっこう）は、埼玉県さいたま市北区日進町にある特別支援学校。埼玉大学教育学部附属小学校と交流活動などを実施している。

## 沿革
- 1964年4月1日 - 埼玉大学教育学部附属小学校に、知的障害児の特殊学級を開設
- 1966年4月1日 - 埼玉大学教育学部附属中学校に、知的障害児の特殊学級を開設
- 1972年4月1日 - 埼玉大学教育学部養護学校創立（小学部3学級、中学部3学級）[1]
- 1973年4月1日 - 高等部1学級新設[1]
- 1974年4月1日 - 高等部1学級増設[1]
- 1976年4月1日 - 補習教室「しいのみ学級」設立、校歌制定（作詞:井上敏夫、作曲:土肥泰）[1]
- 2004年4月1日 - 国立大学法人化
- 2007年4月1日 - 学校教育法の改正により、埼玉大学教育学部附属特別支援学校と改称[1]

## 歴代校長
1. 1972年4月 - 1975年3月 先崎正次郎
2. 1975年4月 - 1978年3月 中山正民
3. 1978年4月 - 1981年3月 福島正義
4. 1981年4月 - 1984年3月 日沼晃治
5. 1984年4月 - 1987年3月 岩崎次男
6. 1987年4月 - 1990年3月 勝又欽一
7. 1990年4月 - 1993年3月 小貫徹
8. 1993年4月 - 1996年3月 藤枝静正
9. 1996年4月 - 1999年3月 森田武
10. 1999年4月 - 2002年3月 藤巻公裕
11. 2002年4月 - 2005年3月 白井宏明
12. 2005年4月 - 2008年3月 榎原弘二郎
13. 2008年4月 - 2011年3月 細渕富夫
14. 2011年4月 - 2014年3月 馬場久志
15. 2014年4月 - 2017年3月 尾﨑啓子
16. 2017年4月 - 2020年3月 戸部秀之
17. 2020年4月 - 吉川はる奈

学校要覧より

## 学部
- 小学部
- 中学部
- 高等部

## 所在地
- 〒331-0823　埼玉県さいたま市北区日進町2-480
- 日進駅から徒歩12分、鉄道博物館駅から徒歩20分[1]。